# João Pedro Moreira de Carvalho
João Pedro Moreira de Carvalho (Bebedouro, 5 de agosto de 1910 - Bebedouro, 16 de junho de 1995) foi um empresário brasileiro. Juntamente com seu amigo Ênio Pipino fundaram em 1948 a Sociedade Imobiliária Noroeste do Paraná, mais conhecida como Sinop Terras S/A, com sede em Presidente Venceslau-SP. Posteriormente conforme alteração da razão social, passou a denominar-se Sinop Terras LTDA, com sede na cidade de Maringá-PR, com objetivo de colonização e implantação de cidades. Em cada uma dessas glebas foram criados Núcleos Rurais, com os respectivos cinturões verdes, denominados de “chácaras”, com lotes cortados, demarcados e com estradas vicinais, transitáveis o ano todo. Adquiriram as áreas de terras necessárias e deram início aos seus trabalhos de colonização:
- Gleba Sinop: onde fundaram a cidade de Terra Rica (PR), sede de Município e Comarca, distrito de Adhemar de Barros
- Gleba Atlântica: fundaram a cidade de Iporã (PR), sede de Município e Comarca, distrito de Nilza e Vila Iverã
- Gleba Rio Verde-1: fundaram a cidade Ubiratã (PR), sede de Município e Comarca, e o distrito de Yolanda
- Gleba Rio Verde-2: fundaram a cidade de Formosa do Oeste (PR), sede de Município e Comarca, cidade de Jesuítas, sede de Município e os distritos de Marajó e Carajás.

## Colonização no Norte de Mato Grosso
No inicio dos anos 70, o norte de Mato Grosso era populacionalmente vazio. Numa área de 645 mil hectares denominado Gleba Celeste inicia a colonização, na altura do Km 500 da BR-163, divide a gleba em sítios, fazendas, chácaras e implantando as cidades de Vera, Sinop, Santa Carmem e Cláudia, atraindo milhares de brasileiros, principalmente do sul do Brasil.
Posteriormente reuniram-se em Assembleia Geral e Extraordinária para deliberar a aquisição de terras, com o objetivo de colonização de cidades no Norte do Estado de Mato Grosso:
- Gleba Celeste (1ª e 2ª parte): o primeiro ponto de penetração na mata densa da Amazônia foi povoado de Vera e da cidade de Santa Carmem (MT), hoje municípios;
- Gleba Celeste (3ª e 4ª parte): implantação da cidade de Sinop (MT), sede município e comarca;
- Gleba Celeste (5ª parte): implantação da cidade de Cláudia (MT), hoje município.

## Homenagens póstumas
- Através de Lei Municipal, em 14 de setembro de 1995, na cidade de Sinop, foi inaugurada a Rua João Pedro Moreira de Carvalho.
- Em todos os municípios fundados pelo Grupo Sinop, as câmaras municipais, em reuniões extraordinárias, prestaram homenagens póstumas aos seus fundadores: João Pedro Moreira de Carvalho e Ênio Pipino.
- As Assembleias Legislativas dos Estados do Paraná e de Mato Grosso, em suas sessões, seus líderes, usando da palavra, enalteceram os colonizadores João Pedro Moreira de Carvalho e Enio Pipino, por seus trabalhos de colonização na implantação de núcleos rurais, com critérios sadios e no seu planejamento, foi dado sentido de reforma agrária e fundação de importantes cidades, hoje sede de municípios e comarcas.